# پاناما (کالیفرنیا)
پاناما (به انگلیسی: Panama) یک منطقهٔ مسکونی در ایالات متحده آمریکا است که در شهرستان کرن، کالیفرنیا واقع شده‌است. پاناما ۱۰۷ متر بالاتر از سطح دریا واقع شده‌است.